# ANBO-II
L'ANBO-II era un aereo da addestramento monomotore biposto ad ala alta a parasole sviluppato dall'azienda aeronautica lituana Karo Aviacijos Tiekimo Skyrius nei tardi anni venti.
Progettato per dotare i reparti da addestramento al volo del Lietuvos kariuomenė, l'allora designazione dell'esercito lituano, di un modello di concezione nazionale, venne realizzato in un solo esemplare che rimase in servizio nell'esercito dal 1928 al 1930 per poi essere ceduto al Lietuvos aeroklub (Aeroclub lituano) dove operò fino alla sua distruzione per incidente, nel 1934.

## Storia del progetto
Con la fondazione dello stato della Lituania vennero istituite anche le sue due forze armate, esercito e marina militare, mentre l'aeronautica militare fu, come nella maggior parte delle forze armate dei primi decenni del XX secolo, gestita come una branca delle forze di terra.
Nei primi anni venti la formazione dei piloti ed equipaggi dei reparti aerei era affidata a velivoli surplus provenienti dalla ex flotta Luftstreitkräfte, come i biposto non armati, ad esempio Albatros B.II, ed armati, Albatros C.I e C.III, velivoli che però iniziavano ad essere obsoleti e gravati dai costi di gestione elevati. Tra gli istruttori di volo dell'esercito vi era anche Antanas Gustaitis, il quale richiese di approfondire gli studi sull'aviazione prima supervisionando la costruzione di nuovi velivoli commissionati dalla Lituania in Cecoslovacchia e Regno d'Italia e poi trasferendosi a Parigi per conseguire, tra il 1925 ed il 1928, una laurea in ingegneria aeronautica. In questo periodo inviò una relazione ai vertici dell'esercito dove sosteneva che era in grado di realizzare un nuovo modello in grado, pur equipaggiato con un motori di bassa potenza, di ottenere prestazioni equivalenti all'Albatros B.II allora in linea ma con costi di gestione sostanzialmente inferiori.
In quest'ottica iniziò lo sviluppo di un modello adatto all'addestramento, un velivolo monomotore in configurazione traente realizzato in tecnica mista, biposto ad abitacoli aperti in tandem, dotato di doppi comandi e caratterizzato dalla velatura monoplana ad ala alta a parasole.
La costruzione del prototipo iniziò nel corso del 1927 a Kaunas, presso le officine di manutenzione dei velivoli dell'esercito, Karo Aviacijos Tiekimo Skyrius, e venne portato in volo per la prima volta il 27 novembre 1927.

## Utilizzatori

### Militari
Lituania
- Karinės oro pajėgos

### Civilii
Lituania
- Lietuvos aeroklub